# نیروگاه گازی جزیره خارک
نیروگاه گازی جزیره خارک (واقع در جزیره خارگ)، یکی از نیروگاه‌های ایران، از نوع گازی با ظرفیت تولید ۲۵ مگاوات است.
میزان برق مصرفی خارک در فصل گرما حدود ۳۰ مگاوات و در فصل سرما ۱۲ مگاوات است. جزیره خارک حدود ۲۰ هزار نفر جمعیت دارد.
برای ساخت این نیروگاه ۷۵ میلیارد تومان سرمایه‌گذاری و برای انتقال و نصب آن در جزیره خارک ۲ میلیارد تومان هزینه شد.